# Róza Eskenázy
Pour les articles homonymes, voir Eskenazi.
 (octobre 2010).
Si vous disposez d'ouvrages ou d'articles de référence ou si vous connaissez des sites web de qualité traitant du thème abordé ici, merci de compléter l'article en donnant les références utiles à sa vérifiabilité et en les liant à la section « Notes et références ».
Roza Eskenazy (milieu des années 1890 – 2 décembre 1980, grec : Ρόζα Εσκενάζυ) était une célèbre chanteuse grecque romaniote et constantinopolitaine de rebetiko, de musique grecque traditionnelle d'Asie mineure et de chansons folkloriques. Sa carrière discographique et sur scène s'est étendue de la fin des années 1920 jusqu'aux années 1970. Elle fut surnommée la « reine du rebetiko » (βασίλισσα του ρεμπέτικου).
Bien qu'elle ait interprété tous les types de chanson de l'époque, son nom reste attaché particulièrement aux premiers succès du rebetiko, dont elle fut avec Ríta Abatzí l'une des principales interprètes d'avant-guerre.

## Biographie

### Enfance
Roza Eskenazy, née Sarah Skinazy, est issue d'une famille juive romaniote pauvre de Constantinople. Tout au long de sa carrière, elle dissimule sa date de naissance réelle, prétendant être née en 1910. En réalité, elle est venue au monde une décennie plus tôt, probablement dans le courant des années 1895-1897. Son père, Avram Skinazy, était retoucheur et vendeur de loques. Lui et sa femme Flora avaient, en plus de Roza, deux fils : Nisim, l'aîné, et Sami.
Peu après la fin du XIXe siècle, la famille Skinazy déménage à Salonique qui, à cette époque, connaît un essor économique rapide, sa population croissant de 70 % entre les années 1870-1917. Avram Skinazi trouve un emploi dans une usine de fabrication de cotonnades et fait parallèlement de petits travaux pour améliorer la situation financière de sa famille. En même temps, il confie la jeune Sarah à une voisine qui donne des cours particuliers de lecture et d'écriture élémentaires aux enfants locaux. Cet enseignement constitue l'essentiel de l'éducation formelle de Sarah.
Pour un certain temps, Sarah, son frère et sa mère habitent à Komotini, ville voisine qui abrite alors encore une considérable communauté musulmane et dönme parlant le turc. La mère de Sarah y travaille en tant que bonne d'une famille riche, tandis que Sarah lui donne un coup de main pour les tâches ménagères.
Un jour, les propriétaires turcs d'une taverne locale entendent Sarah chantonner. Fascinés par sa voix, ils se rendent immédiatement chez elle, exprimant leur souhait d'embaucher cette fille pour chanter dans leur taverne. La mère de Sarah est indignée par l'idée que sa fille – ou tout autre membre de sa famille – puisse devenir « saltimbanque ». Bien des années plus tard, Sarah avoue dans une interview que cette période passée à Komotini a marqué un tournant dans sa vie. « C'est à Komotini », précise-t-elle, « que j'ai pris conscience de mes capacités et décidé de devenir chanteuse et danseuse plutôt que bonne à tout faire ou lavandière ».

### Début de carrière
Sarah ne réalise son rêve que lors de son retour à Thessalonique. Dans cette période, sa famille loue un appartement à proximité du Théâtre du Grand Hôtel de la ville, où plusieurs de leurs voisins se produisent. Chaque jour, Sarah y aide deux des danseurs à transporter les costumes pour le spectacle au théâtre, espérant partager un jour la scène à leurs côtés. C'est dans ce lieu qu'elle commence sa carrière de danseuse, au grand dam de ses parents.
Étant encore adolescente, Sarah Skinazi tombe amoureuse de Yannis Zardinidis, un garçon issu de l'une grande famille micrasiate riche de Cappadoce. Les deux familles, mais surtout celle de Zardinidis qui la considère comme une fille de mauvaises mœurs, désapprouvent cette relation. Les deux amants s'enfuient de Salonique en 1913, alors qu'au terme des guerres balkaniques, la région est enlevée à l'Empire ottoman pour devenir grecque, et Sarah change son nom en Roza, nom par lequel elle sera connue pendant sa carrière.
Zardinidis décède vers 1917, dans des circonstances inconnues, peut-être liées à la guerre, laissant Roza seule avec leur jeune fils Parasce (Παράσχος). Pour pouvoir mener sa carrière d'artiste tout en subvenant aux besoins de son fils, Roza le confie à un foyer d'enfants orthodoxe des environs de Xanthi, après avoir obtenu l'engagement de la famille Zardinidis de participer au financement de son éducation. Parasce Zardinidis fit de bonnes études et devint officier de haut rang de la force aérienne grecque : il retrouvera sa mère à Athènes en 1935.

### Athènes
Roza déménage à Athènes peu après la mort de Zardinidis pour poursuivre sa carrière musicale. Elle fait vite équipe avec deux artistes de cabaret arméniens, Séramous et Zabel, qui l'apprécient, semble-t-il, du fait qu'elle est polyglotte (elle parle yévanique, arménien, grec et turc) mais surtout pour son don de chanteuse. Simultanément à ses performances en tant que danseuse, Roza commence à chanter en grec, en turc et en arménien pour les propriétaires des cabarets athéniens. C'est là qu'elle est « découverte » pour la première fois par le célèbre compositeur et producteur Panagiotis Toundas vers la fin des années 1920. Toundas repère immédiatement son talent et la présente à Vassilis Toumbakaris de Columbia Records.

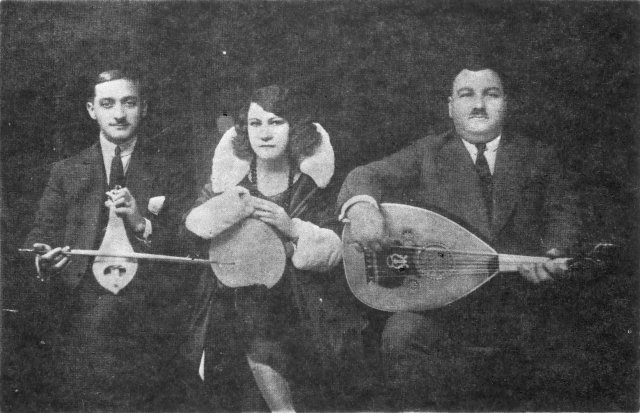
L. Leondaritis, R. Eskenazi, A. Tomboulis (Athens, c. 1930)

Les deux premiers enregistrements de Roza pour Columbia, Mandili Kalamatiano et Kof' tin Eleni Tin Elia (vers 1928) marquent le début d'une carrière discographique se prolongeant presque sans arrêt jusqu'aux années 1960. Au milieu des années 1930, elle enregistre plus de 300 chansons pour cette compagnie, et elle devient ainsi l'une de ses plus grandes stars. Une partie de sa musique se compose de chansons folkloriques, particulièrement de Grèce et de Smyrne en Turquie. Cependant, sa contribution la plus importante à la scène musicale locale est les enregistrements de rebetiko et notamment l'école du rebetiko dit « de Smyrne» (Smyrneïko tragoudi). Elle prend part, presque à elle seule, à la percée du genre dans la culture populaire, et encore aujourd'hui sa voix est identifiée avec celui-ci.
Peu après le début de sa carrière discographique, Roza commence aussi à se produire chaque nuit dans la boîte de nuit « Taygetos » à Athènes, avec pour accompagnateurs le violoniste Salonikios et le joueur de oud Agapios Tomboulis. Roza Eskenazy est la star du spectacle, gagnant une somme sans précédent pour elle : 200 drachmes par nuit. Plus tard, elle confie à son biographe Kostas Hatzidoulis qu'elle aurait pu être beaucoup plus riche avec ces revenus du spectacle, mais que sa faiblesse pour les bijoux, l'en a empêchée.
Sa carrière s'épanouissant, Eskenazy signe un contrat exclusif avec « Columbia Records » dans le courant des années 1931-1932. Selon les conditions de cet accord, elle doit enregistrer au moins 40 chansons par an et recevoir 5 % du montant de chacun de ses enregistrements vendus. À la même époque, elle est la seule artiste grecque féminine à avoir un contrat de redevance avec une compagnie d'enregistrement.

### Carrière internationale
Rapidement, sa carrière s'étend au-delà des frontières politiques de la Grèce, vers la diaspora grecque. Avec Tomboulis, elle part en tournée en Égypte, en Albanie et en Serbie, jouissant d'un accueil chaleureux, non seulement de la part des communautés grecques, mais aussi arméniennes et turques.

### Dictature de Métaxas
Le coup d'état du général Ioannis Metaxas en 1936 provoque des bouleversements dans le monde musical grec. C'est un régime pro-Allié, mais monarchiste, nationaliste de droite et dictatorial, qui se met à censurer la presse et toutes les formes d'expression artistique dont la musique. Le rebetiko dont les paroles sont souvent anticonformistes et rebelles, et dont la musique est jugée trop « orientale », est particulièrement visé. L'une des chansons de Roza, Πρέζα όταν Πιείς (« Quand tu prends de la poudre ») est l'une des premières victimes de la censure. Cette censure oblige les chansonniers à être moins explicites, plus allusifs et humoristiques, et ouvrira la voie après-guerre à de nouveaux genres, comme celui de Vassilis Tsitsanis.

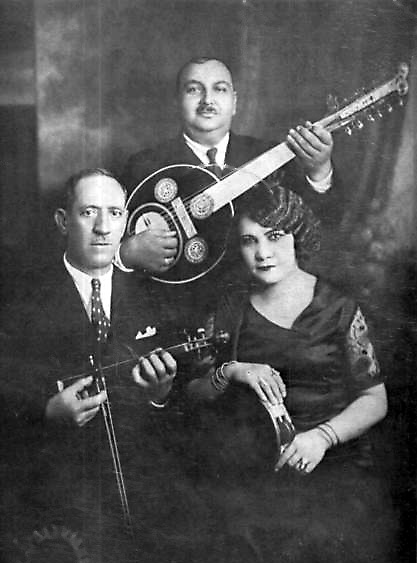
D. Semsis, A. Tomboulis, R. Eskenazi (Athènes, 1932)

### Seconde Guerre mondiale
En 1940, l'Italie fasciste déclare la guerre à la Grèce, qui repousse l'offensive italienne, mais, en 1941, l'armée allemande envahit le pays, qui est ensuite partagé entre Allemands, Italiens et Bulgares. Malgré le régime répressif, Roza, dont les occupants ignorent les origines, continue à se produire, et en 1942, elle ouvre même, avec son fils Paraschos, son propre cabaret, Krystal. Sa sécurité reposait sur un acte de baptême fourni par un prêtre orthodoxe, mais pour doubler les précautions, elle entretint une liaison avec un officier allemand.
Aux yeux de la résistance, cela aurait pu faire d'elle un traîtresse et une collaboratrice, mais elle utilisa sa position privilégiée pour soutenir et cacher chez elle les résistants locaux et des agents anglais. De plus, elle sauva des juifs à Athènes et à Thessalonique. Ainsi, elle aide, entre autres, sa propre famille à échapper à la déportation à Auschwitz. Tout cela finit par arriver à la connaissance de la Gestapo en 1943, et Roza Eskenazi est démasquée et arrêtée. Elle passe trois mois en prison sans être déportée, jusqu'à sa libération, rendue possible par l'effort concerté de son ami allemand et de son fils. Elle passe le reste de la guerre en se cachant, craignant quotidiennement d'être arrêtée et continuant néanmoins ses activités clandestines.

### Après-guerre
Après la guerre, en 1949, Roza obtient à Patras une nouvelle carte d'identité à son vrai nom. Elle développe de bonnes relations non seulement avec Vassilis Toumbakaris de Columbia Records, mais aussi avec Minos Matsas, le directeur d'Odeon/Parlophone. Ceci lui permet de promouvoir les carrières de beaucoup d'autres artistes connus qu'elle introduit auprès de l'union de musiciens Allilovoïthia, et ils enregistrent par la suite des chansons avec Vassilis Tsitsanis. Elle donne également des récitals, mais le vrai nouveau tournant dans sa vie se produit lorsqu'elle rencontre Christos Philipakopoulos, jeune officier de police qui a presque trente ans moins qu'elle. Ils tombent amoureux et leur relation persistera, sous une forme ou une autre, tout le reste de la vie de Roza.
Ses liens avec des résistants communistes grecs permettent à Roza de faire une grande tournée dans les Balkans (dont les pays étaient alors gouvernés par des communistes, Grèce exceptée). En revanche, c'est seulement en 1952 qu'elle visite les États-Unis pour la première fois, dans le but de s'y produire pour les diasporas grecque, arménienne et turque. Cette tournée, sponsorisée par le restaurant et bar grec Parthenon de New York, dure quelques mois.
Plusieurs autres tournées musicales à l'étranger suivent. En 1955, l'impresario albanais Ayden Leskoviku de la Balkan Records Company l'invite à se produire et à enregistrer à Istanbul. C'est la première fois qu'elle revient dans sa ville natale, en cette même année qui vit se perpétrer le pogrom d'Istanbul. Finalement, elle enregistre environ quarante chansons pour Leskoviku et gagne cinq mille dollars grâce à elles. Elle racontera plus tard que ses dépenses furent, cette année-là, dix fois plus élevées que ce montant.
Après son séjour à Istanbul, elle s'embarque pour deux autres tournées aux États-Unis, se produisant à New York, à Détroit et à Chicago. Le 5 juillet 1958, pendant sa deuxième visite aux États-Unis, elle épouse Frank Alexander : c'est un mariage de convenance pour obtenir un permis de travail aux États-Unis. En effet, Roza aime la vie américaine et aurait, dit-elle, émigré aux États-Unis sans son amour grec : Christos Philipokopoulos. Elle retourne à Athènes en 1959 et, avec l'argent gagné aux États-Unis, achète pour eux-mêmes une grande maison à Kypoupolis ainsi que deux camions de tournée et quelques chevaux. Elle et Christos habiteront dans cette maison pour le restant de leur vie.

### Déclin et redécouverte
À ce moment, Roza Eskenazy est, physiquement, dans la soixantaine (mais dans la cinquantaine pour l'état-civil). La scène musicale en Grèce change considérablement depuis qu'elle a commencé sa carrière plus de quatre décennies auparavant. Le Smyrneiko (la musique d'İzmir) et le rebetiko baissent en popularité et, de ce fait, elle-même, ainsi que d'autres maîtres de ce genre, sont relégués aux apparitions occasionnelles dans des festivals folk et dans d'autres petits événements. Même si elle enregistre quelques chansons dans les années suivantes, celles-ci, interprétées pour des compagnies d'enregistrement mineures à Athènes, sont principalement des reprises de ses hits connus du passé. La dictature des colonels, de même idéologie que celle de Ioannis Metaxas, contribue à ce déclin.
Après ce passage à vide, dont elle n'a cure depuis qu'elle file le parfait amour avec Christos, elle connaît un certain regain d'intérêt vers la fin des années 1960. RCA enregistre deux 45s contenant quatre de ses chansons (dont Sabah Amanès) avec le violoniste Dimitris Manisalis, mais leur sortie est limitée. Tout cela change dans les derniers jours de la dictature des colonels, au début des années 1970. Soudain, les jeunes du pays manifestent un intérêt accru pour les chansons urbaines du passé, notamment le rebetiko rebelle, et par conséquent plusieurs compilations importantes sortent. L'une des plus fameuses de celles-ci est Rebetiki Istoria, une collection de six enregistrements qui se vend par centaines de milliers de copies. Ainsi, après plus d'une décennie loin des projecteurs, Roza Eskenazy, septuagénaire, redevient une star.
Ce qui distingue cette décennie de sa carrière précédente, c'est la diffusion de la télévision en Grèce. S'adaptant rapidement à ce nouveau media, Roza apparaît dans un certain nombre d'émissions. En 1973, elle fait l'objet d'un court-métrage documentaire : To Bouzouki, dirigé par Vassilis Maros, et en 1976 elle participe avec Kháris Alexíou à un « spécial télé », incluant des entretiens et des chansons. Ses apparitions à la télévision ne l'empêchent pas de donner chaque semaine un récital dans la boîte de nuit Themelio de Plaka.
Roza accède alors au statut de « monument culturel », car c'est l'un des rares chanteurs survivants de rebetiko encore actifs à ce moment : des artistes et des musicologues commencent à étudier son style, regardé comme « plus authentique ». Ceci a un impact durable sur la nouvelle génération d'interprètes, dont Kháris Alexíou (avec qui elle apparaît à la télévision) et Glykeria. Cependant, alors que les musiciens et les académies sont intéressés par ses aptitudes et par son témoignage d'un monde musical disparu, le public en général est moins enthousiaste, la considérant plutôt comme une sorte de curiosité. En tout cas, elle continue à se produire, offrant son dernier spectacle en septembre 1977, à Patras. À cette occasion, des fans de tous âges viennent la voir chanter et danser pour regoûter à la musique du passé.

### Derniers jours
Eskenazy passe le crépuscule de sa vie en silence, dans sa maison à Kypoupolis, avec Christos Philipakopoulos. Même si elle est juive de naissance, elle se convertit solennellement à l'orthodoxie grecque en 1976, étant baptisée Rozalia Eskenazy. Au cours des deux années suivantes, elle commence à manifester des symptômes de la maladie d'Alzheimer. Il lui arrive de s'égarer de temps en temps en chemin vers chez elle. En 1980, elle se casse la hanche après avoir glissé dans sa maison. Elle est donc hospitalisée pour trois mois à l'hôpital, tandis que Christos, toujours à ses côtés, pourvoit à ses besoins. Elle retourne ensuite chez elle, mais peu après elle est hospitalisée pour des complications et décède le 2 décembre 1980 d'une septicémie.

## Héritage

### Sépulture
Selon ses vœux Roza Eskenazy est inhumée dans une tombe sans inscription au village de Stomio, en Corinthie. En 2008, le comité culturel du village organisa une souscription pour lui ériger une pierre tombale avec la mention Roza Eskenazy, artiste.

### Ouvrage
En 1982, deux ans après la mort de Roza, Kostas Hatzidoulis a publié une brochure Αυτά που Θυμάμαι (« Ce dont je me souviens »), sur la base des entretiens accordés par Eskenazy à la fin de sa vie. Ce livre comporte une grande collection de photos, notamment du début de la carrière de Roza.

### Films
Selon Christos Philipakopoulos et Kostas Hatzidoulis, son histoire pendant la guerre a pu inspirer le réalisateur néerlandais Paul Verhoeven pour le scénario du film Black Book sorti en 2006 : il n'y a pas de certitudes, mais les similitudes sont très nombreuses. En 2008, le cinéaste Roy Sher de Sher Productions a commencé à travailler sur un documentaire musical appelé My Sweet Canary sur la vie et la carrière de Roza Eskenazy. Le film, sorti en 2010, est une coproduction internationale, qui suit trois jeunes musiciens de Grèce, de Turquie et d'Israël, qui s'embarquent pour un voyage en quête de l'artiste de rebetiko la plus connue et la plus admirée de Grèce.